# Station Rudstad
Station Rudstad is een station in  Rudstad in de gemeente Elverum in fylke Innlandet  in  Noorwegen. Het station ligt aan Rørosbanen. Het oorspronkelijke stationsgebouw werd in de jaren tachtig van de vorige eeuw gesloopt. Treinen stoppen alleen op verzoek op het station.